# Rabal
Rabal is een plaats (freguesia) in de Portugese gemeente Bragança en telt 196 inwoners (2001).